# Erigorgus coreensis
Erigorgus coreensis är en stekelart som först beskrevs av Tohru Uchida 1955.  Erigorgus coreensis ingår i släktet Erigorgus och familjen brokparasitsteklar. Inga underarter finns listade i Catalogue of Life.